# Pizza chiena
La pizza chiena (pizza ripiena) è una torta salata rustica, diffusa in Campania, Basilicata e Ciociaria.

## Storia
L'alimento è originario dell'entroterra tra Basilicata e Campania, ed è un prodotto della tradizione gastronomica contadina, diffuso anche nel Lazio meridionale. È una ricetta tipica del periodo pasquale, soggetta a numerose varianti regionali per quanto riguarda la farcitura, mentre gli ingredienti per la pasta sono pressoché identici in ogni luogo. Il prodotto ha diverse denominazioni a seconda della provenienza. In Campania e Lazio è particolarmente nota come pizza chiena e canascione. In Basilicata è conosciuta con diversi nomi tra cui scarcedda, cazzola, cuzzola o pasticcio.
Dal primo decennio del XX secolo, gli emigranti portarono in America la ricetta della pizza chiena che, nel nuovo mondo, assunse il nome di pizzagaina. Nel corso del tempo, questo piatto si è affermato come uno dei simboli della cucina italo-americana, passando di generazione in generazione. Agli inizi degli anni 1970, il potentino Rocco Palese, emigrato a Chicago, si basò sulla ricetta della scarcedda per creare una variante della pizza Chicago style divenuta popolare negli Stati Uniti, nota come stuffed pizza.

## Ingredienti
È composta da un classico impasto fatto con farina, acqua, sale, lievito e olio (o strutto). Il ripieno varia a seconda delle zone. In Campania e Lazio viene farcita con uova sbattute, insaccati come salame o prosciutto crudo e formaggi come pecorino o provolone. In Basilicata si inseriscono spesso uova sode, i salumi variano tra salsiccia e soppressata, i formaggi usati sono pecorino e toma (ricotta in alternativa alla toma).